# 喜多由浩
喜多由浩（きた よしひろ、1960年- ）は、日本のジャーナリスト、産経新聞編集委員。

## 人物・来歴
大阪府出身。立命館大学産業社会学部卒。1984年大阪新聞入社、その後親会社である産経新聞社に転じる。社会部（運輸省、警視庁、国会担当など）、韓国・延世大学留学、社会部次長、月刊「正論」編集部次長などを経て、2009年7月から文化部編集委員。2014年「アキとカズ　遥かなる祖国」を「産経新聞」に連載。主な関心分野は朝鮮半島問題、戦後処理問題など。

## 著書
- 『満州唱歌よ、もう一度』産経新聞ニュースサービス, 2003.11
- 『野口健が聞いた英霊の声なき声 戦没者遺骨収集のいま』産経新聞出版, 2009.8
- 『北朝鮮に消えた歌声 永田絃次郎の生涯』新潮社, 2011.5
- 『日本から男の子を育てる場所が消えていく ボーイスカウトの凋落が日本をダメにした!』主婦の友新書・主婦の友社, 2012.1
- 『旧制高校真のエリートのつくり方』産経新聞出版, 2013.7、産経NF文庫 2019
- 『アキとカズ 遥かなる祖国』集広舎, 2015.8
- 『『イムジン河』物語 "封印された歌"の真実』アルファベータブックス, 2016.8
- 『満洲文化物語 ユートピアを目指した日本人』集広舎, 2017.4
- 『韓国でも日本人は立派だった 証言と史料が示す朝鮮統治の偉業』産経新聞出版, 2019.3、産経NF文庫 2020
- 『消された唱歌の謎を解く』産経新聞出版, 2020.6、産経NF文庫 2021
- 『台湾の日本人』産経新聞出版, 2022.5